# Massimo Recalcati
Massimo Recalcati (Milano, 28 novembre 1959) è uno psicoanalista e saggista italiano.

## Biografia
Compie gli studi universitari sotto la guida del professor Franco Fergnani e consegue la laurea in filosofia nel 1985 presso l'Università degli Studi di Milano, discutendo una tesi dal titolo Désir d'être e Todestrieb. Ipotesi per un confronto tra Sartre e Freud. Nell'estate dello stesso anno, la lettura degli Scritti di Jacques Lacan orienta la sua formazione verso la psicoanalisi. Nel 1989 si specializza in psicologia sociale presso la Scuola di psicologia di Milano diretta da Marcello Cesa-Bianchi. Svolge la sua formazione analitica tra Milano e Parigi, dal 1988 al 2007. È iscritto all'albo dell'Ordine degli psicologi della Lombardia.
Dal 1994 al 2002 è stato direttore scientifico nazionale dell'A.B.A., Associazione per lo studio e la ricerca dell'anoressia-bulimia. Nel 2003 fonda Jonas: Centro di clinica psicoanalitica per i nuovi sintomi, di cui è stato il presidente fino al 2007. Ha svolto attività di supervisione clinica presso istituzioni della salute mentale (comunità terapeutiche, SerT, centri di psicoterapia, reparti ospedalieri) in diverse città italiane. È supervisore clinico presso la Residenza Gruber di Bologna, specializzata nel trattamento dei disturbi del comportamento alimentare (D.C.A.) gravi.
Ha insegnato a contratto presso le università di Milano, Padova, Urbino, Bergamo, Losanna, Verona. Sempre a contratto, insegna dal 2006 presso l'Università di Pavia e dal 2020 presso lo IULM di Milano. Collabora con riviste specializzate, nazionali ed internazionali (Aut Aut, Pedagogika, LETTERa , Psychanalyse, Revue de la Cause freudienne, Clinique Lacanienne, Psiche). Ha scritto per le pagine culturali del Manifesto (2001-2013) e scrive per quelle de la Repubblica (dal 2011) e de La Stampa (dal 2020).
Dirige dal 2003 al 2018 la collana Jonas. Studi di psicoanalisi applicata per Franco Angeli Editore. Dal 2014, dirige la collana Eredi  per l'editore Feltrinelli. Dal 2015 la collana Studi di Psicanalisi per le edizioni Mimesis. Dal 2016, sempre per Mimesis, la collana Tyche - Quaderni Irpa.
Dal 2016 è ideatore e direttore scientifico del KUM! Festival di Ancona. Nello stesso anno tiene sei brevi lezioni su Vincent Van Gogh, Jackson Pollock, Giorgio Morandi, Alberto Burri, Antoni Tàpies e Jannis Kounellis ne L'inconscio dell'opera per Sky Arte. Nel 2017 promuove a Milano la fondazione della Scuola di partito "Pier Paolo Pasolini", presso il Partito Democratico italiano.
Nel 2018 tiene quattro brevi lezioni in Lessico famigliare per Rai 3 sulle figure della madre, del padre, del figlio e sulla scuola. Nello stesso anno, si racconta in A libro aperto, il documentario de La Effe che, in tre capitoli, delinea la sua storia dall'arrivo a Milano fino a oggi. Cura la consulenza drammaturgica agli spettacoli In nome del padre (2018) e Della madre (2019) di Mario Perrotta.
Nel 2018 entra a far parte del comitato scientifico della rivista "Studi sartriani", edita da Roma TrE-Press. Dal 2019 dirige con Federico Leoni la collana "KUM!" edita da Il Melangolo (Genova).
Sempre nel 2019 tiene sette lezioni sull'amore in Lessico Amoroso, che va in onda su Rai 3 e cura l'introduzione a L'idiota della famiglia di Jean-Paul Sartre. 
Dall'anno accademico 2019/2020 diventa professore a contratto all'Università IULM di Milano, dove tiene il corso di "Psicanalisi e arte" nelle lauree magistrali.
Nel 2020, idea e realizza, per Rai 3, la serie Lessico Civile.
Dal 2020, è membro fondatore delle Società Cittadine di Psicoanalisi
membro della Società Milanese di Psicoanalisi - Elvio Fachinelli (SMP), nonché direttore, insieme a Maurizio Balsamo, della rivista “Frontiere della psicoanalisi”, edita da Il Mulino.
Dal 2022, è Professore a contratto di Psicologia Dinamica per il Corso di Laurea in Scienze pedagogiche. 

### Riconoscimenti
Il 15 giugno 2017 è insignito del Premio Hemingway della città di Lignano Sabbiadoro (UD).
Il 7 dicembre 2018 riceve l'Ambrogino d'oro del comune di Milano.
Nel 2013 riceve il Premio Passaggi, assegnato da Passaggi Festival a personalità che si sono distinte per l'attività di saggistica o per la loro figura morale
L'8 luglio 2021 riceve a Spoleto il premio Una finestra sui due mondi, istituito dalla famiglia Monini.
Il 23 ottobre 2021, gli è conferito il "Premio Udine Filosofia 2021", «Per l’originalità dell’approccio adottato, la ricchezza dei contenuti proposti, la pregevolezza dell’intento programmatico e la capacità di aprire la strada a nuovi orizzonti di ricerca, siamo lieti di conferire il Premio Filosofia 2020-2021 a Ritorno a Jean-Paul Sartre di Massimo Recalcati».

## Pensiero: linee generali
Il suo lavoro teorico nella psicoanalisi si è concentrato inizialmente sulla psicopatologia dei disturbi del comportamento alimentare. A partire da questi studi si è rivolto in seguito alle nuove figure della clinica contemporanea, con particolare riferimento alle cosiddette dipendenze patologiche, al panico, alle depressioni e alle psicosi latenti. La riflessione su questi punti si sviluppa in Clinica del vuoto: anoressie, psicosi e dipendenze (2002) e ne L'uomo senza inconscio. Nuove figure della clinica psicoanalitica (2010). La tesi che vi si sostiene è che nel tempo iper-moderno l'evaporazione del padre ha determinato una crisi della clinica della nevrosi istituita sul modello freudiano classico rimozione-ritorno del rimosso e ha promosso nuove forme del sintomo che hanno come base il binomio angoscia-difesa sullo sfondo di una crisi diffusa dell'ordine simbolico che incentiva pratiche pulsionali sregolate, caratterizzate dalla cancellazione ( o forclusione) del desiderio. Di qui l'idea che nel nostro tempo il soggetto dell'inconscio rischi la sua estinzione di fronte ad un soggetto ridotto a pura macchina di godimento e sottomesso al carattere imperativo del principio di prestazione.
Le sue tesi cliniche hanno come riferimento essenziale il pensiero di Lacan alla cui ricostruzione genealogica dedica due ponderosi volumi: Jacques Lacan. Desiderio, godimento, soggettivazione (2012) e Jacques Lacan: la clinica psicoanalitica. Struttura e soggetto (2016). In questo ampio lavoro di ricostruzione del pensiero dello psicoanalista francese viene messa al centro la tensione perpetua tra il godimento e il desiderio come costitutiva del soggetto lacaniano.
Dalla pubblicazione di Cosa resta del padre? La paternità nell'epoca ipermoderna (2011), si dedica in particolare alla riflessione sulla figura del padre, sul suo declino e sul suo resto necessario che confluiscono nell'elaborazione del "complesso di Telemaco". Differenziato da quello classicamente edipico e dalla sindrome narcisistica, con questo complesso Recalcati intende definire la condizione del disagio ipermoderno della giovinezza. Nel tempo della irreversibile dissoluzione dell'autorità patriarcale, i figli non sperimentano più il carattere cruciale del conflitto con le generazioni dei padri (complesso edipico), ma sono tenuti a intraprendere – come accade al Telemaco omerico – il loro viaggio di "giusti eredi" senza il sostegno del padre. Il figlio-Telemaco porta in luce anche il grande tema dell'eredità che acquista un rilievo sempre più consistente nelle ultime opere intrecciandosi ad un ritorno al cristianesimo come pensiero sovversivo sulla Legge e sul soggetto sempre più presente nei suoi testi. Se il padre-padrone è evaporato, il resto del padre si riduce ad un atto di testimonianza che innesca il processo dell'ereditare. Al tema dell'eredità va anche riportato il libro titolato L'ora di lezione. Per un'erotica dell'insegnamento (2014), dedicato al problema della trasmissione del sapere nel rapporto maestro-allievo come forma essenziale dell'ereditare.
Il tema del rapporto padre-figlio e, più in generale, la sua riflessione sul legame familiare si completano con una riflessione sulla figura della madre: Le mani della madre. Desiderio, Fantasmi ed eredità del materno (2015) e, con un ulteriore approfondimento del processo di filiazione, ne Il segreto del figlio. Da Edipo al figlio ritrovato (2017).
Un altro suo campo di interessi riguarda i rapporti fra la pratica dell'arte e la psicoanalisi. Per Recalcati l'opera d'arte non è solo il luogo della manifestazione dei fantasmi inconsci dell'artista ma soprattutto - laddove l'opera resiste ad ogni sua riduzione semiotica palesando il carattere irriducibile del reale e il suo rapporto con l'assoluto della vita e della morte - il luogo stesso dell'evento dell'inconscio.
Ha avuto una formazione giovanile cristiana da cui si è allontanato nell'età adulta, per poi ritornarvi successivamente.

## Televisione
- E lasciatemi divertire, con Paolo Poli e Pino Strabioli (Rai 3, 2015)
- L'inconscio dell'opera (Sky Arte, 2016)
- Lessico famigliare (Rai 3, 2018)
- A libro aperto (La Effe, 2018)
- Lessico amoroso (Rai 3, 2019)
- Lessico civile (Rai 3, 2020)

## Teatro
Ha collaborato con Mario Perrotta in qualità di consulente alla drammaturgia per gli spettacoli In nome del padre (2018), Della madre (2019) e Eredità. Contrappunti sul figlio (2021), lavori centrati sulle dinamiche familiari e sull’identità individuale. Sempre con Perrotta ha lavorato anche allo spettacolo La strada (2023).
Nel 2019 ha firmato il testo de La notte di Gibellina, rappresentato da Alessandro Preziosi al Grande Cretto di Gibellina il 26 luglio dello stesso anno, in occasione delle commemorazioni per il terremoto del Belice.
Nel 2021 ha scritto Amen, opera da cui è stato tratto lo spettacolo Amen. In forma di concerto per voci ed elettronica, diretto da Valter Malosti e basato su un testo di Massimo Recalcati. La messa in scena ha coinvolto interpreti come Marco Foschi, Federica Fracassi e Danilo Nigrelli, con contributi sonori di Gup Alcaro e Paolo Spaccamonti. La produzione è stata curata da Teatro Franco Parenti, TPE – Teatro Piemonte Europa ed ERT Emilia Romagna Teatro Fondazione.

## Musica
Collaborazione con Federica Abbate e Cheope alla scrittura del brano di Michele Bravi Mantieni il bacio del 2021, contenuto nell'album La geografia del buio ed  ispirato all'omonima opera di Recalcati pubblicata nel 2019.

## Opere
- Abitare il desiderio. Sul senso dell’etica, 1ª ed., Milano, Marcos y Marcos, 1991.
- Abitare il desiderio. Sul senso dell’etica, 2ª ed., Milano, Marcos y Marcos, 1996, ISBN 88-7168-058-8.
- Il vuoto e il resto. Il problema del reale in Jacques Lacan, Milano, CUEM, 1993.
- L'universale e il singolare. Lacan e l’al di là del principio di piacere, Milano, Marcos y Marcos, 1995, ISBN 88-7168-131-2.
- Introduzione alla psicoanalisi contemporanea. I problemi del dopo Freud, Torino, Bruno Mondadori, 1996, ISBN 88-424-9703-7.
- L'ultima cena: anoressia e bulimia, 1ª ed., Torino, Bruno Mondadori, 1997.
- L'ultima cena: anoressia e bulimia, 2ª ed., Torino, Bruno Mondadori, 2007, ISBN 978-88-6159-031-1.
- Fabio Galimberti (a cura di), Il trattamento dell’anoressia-bulimia nel piccolo gruppo monosintomatico, Padova, Unipress, 1998, ISBN 88-8098-039-4.
- Massimo Recalcati e Antonio di Ciaccia, Jacques Lacan, un insegnamento sul sapere dell'inconscio, Torino, Bruno Mondadori, 2000, ISBN 88-424-9518-2.
- Da Lacan a Freud e ritorno per una introduzione alla psicoanalisi, Urbino, Montefeltro, 2001.
- Clinica del vuoto. Anoressie, dipendenze, psicosi, Milano, FrancoAngeli, 2002.
- Sull'odio, Torino, Bruno Mondadori, 2004, ISBN 88-424-9033-4.
- L’omogeneo e il suo rovescio. Per una clinica psicoanalitica del piccolo gruppo monosintomatico, Milano, FrancoAngeli, 2005, ISBN 88-464-6293-9.
- Per Lacan. Neoilluminismo, neoesistenzialismo, neostrutturalismo, Roma, Edizioni Borla, 2005, ISBN 88-263-1561-2.
- Anoressia, bulimia e obesità, Torino, Bollati Boringhieri, 2006, ISBN 88-339-1705-3.
- Lo psicoanalista e la città. L’inconscio e il discorso del capitalista, Roma, Manifestolibri, 2007, ISBN 978-88-7285-472-3.
- Il miracolo della forma. Per un’estetica psicoanalitica, Milano, Bruno Mondadori, 2007, ISBN 978-88-424-9246-7.
- Elogio dell’inconscio. Dodici argomenti in difesa della psicoanalisi, Milano, Bruno Mondadori, 2007, ISBN 978-88-6159-021-2.
- Melanconia e creazione in Vincent Van Gogh, Torino, Bollati Boringhieri, 2009, ISBN 978-88-339-1983-6.
- Massimo Recalcati, Lavoro del lutto, melanconia e creazione artistica, a cura di Fedra Cocca, Alberobello-Bari, Poiesis, 2009, ISBN 978-88-6278-003-2.
- L’uomo senza inconscio. Figure della nuova clinica psicoanalitica, Milano, Raffaello Cortina, 2010, ISBN 978-88-6030-302-8.
- Elogio del fallimento. Conversazioni su anoressie e disagio della giovinezza, Trento, Erickson, 2011, ISBN 978-88-6137-880-3.
- Cosa resta del padre? La paternità nell’epoca ipermoderna, 1ª ed., Milano, Raffaello Cortina, 2011, ISBN 978-88-6030-384-4.
- Cosa resta del padre? La paternità nell’epoca ipermoderna, 2ª ed., Milano, Raffaello Cortina, 2017, ISBN 978-88-6030-949-5.
- Ritratti del desiderio, 1ª ed., Milano, Raffaello Cortina, 2012, ISBN 978-88-6030-444-5.
- Ritratti del desiderio, 2ª ed., Milano, Raffaello Cortina, 2018, ISBN 978-88-6030-991-4.
- Jacques Lacan. Desiderio, godimento e soggettivazione, Milano, Raffaello Cortina, 2012, ISBN 978-88-6030-498-8.
- Christian Raimo (a cura di), Patria senza padri. Psicopatologia della politica italiana, Roma, Minimum fax, 2013, ISBN 978-88-7521-491-3.
- Il complesso di Telemaco. Genitori e figli dopo il tramonto del padre, Milano, Feltrinelli, 2013, ISBN 978-88-07-88550-1.
- Il vuoto e il resto. Il problema del reale in J. Lacan, Sesto San Giovanni, Milano, Mimesis, 2013, ISBN 978-88-575-1912-8.
- Melanconia e creazione in Vincent Van Gogh. Nuova edizione accresciuta, Torino, Bollati Boringhieri, 2014, ISBN 978-88-339-2626-1.
- Non è più come prima. Elogio del perdono nella vita amorosa, Milano, Raffaello Cortina, 2014, ISBN 978-88-6030-648-7.
- L’ora di lezione. Per un’erotica dell’insegnamento, Torino, Einaudi, 2014, ISBN 978-88-06-21489-0.
- La forza del desiderio, Magnano, Biella, Edizioni Qiqajon, 2014, ISBN 978-88-8227-429-0.
- Le mani della madre. Desiderio, fantasmi ed eredità del materno, Milano, Feltrinelli, 2015, ISBN 978-88-07-88829-8.
- Jacques Lacan. La clinica psicoanalitica: struttura e soggetto, Milano, Raffaello Cortina, 2016, ISBN 978-88-6030-799-6.
- Il vuoto centrale. Quattro brevi discorsi per una teoria psicoanalitica dell’istituzione, Alberobello-Bari, Poiesis, 2016, ISBN 978-88-6278-052-0.
- Massimo Recalcati, Un cammino nella psicoanalisi. Dalla clinica del vuoto al padre della testimonianza (inediti e scritti rari 2003-2013), a cura di Mario Giorgetti Fumel, Sesto San Giovanni, Milano, Mimesis, 2016, ISBN 978-88-575-3369-8.
- Il mistero delle cose. Nove ritratti di artisti, Milano, Feltrinelli, 2016, ISBN 978-88-07-49206-8.
- Il segreto del figlio. Da Edipo al figlio ritrovato, Milano, Feltrinelli, 2017, ISBN 978-88-07-17318-9.
- La pratica del colloquio clinico. Una prospettiva lacaniana, Milano, Raffaello Cortina, 2017, ISBN 978-88-6030-912-9.
- I tabù del mondo, Torino, Einaudi, 2017, ISBN 978-88-06-23224-5.
- Contro il sacrificio. Al di là del fantasma sacrificale, Milano, Raffaello Cortina, 2017, ISBN 978-88-6030-968-6.
- Massimo Recalcati, Alberto Burri. Il Grande Cretto di Gibellina, illustrazioni di A. Amendola, Arezzo, Magonza Editore, 2018, ISBN 978-88-98756-68-1.
- A libro aperto. Una vita è i suoi libri, Milano, Feltrinelli, 2018, ISBN 978-88-07-17347-9.
- Mantieni il bacio. Lezioni brevi sull'amore, Milano, Feltrinelli, 2019, ISBN 978-88-07-49248-8.
- La notte del Getsemani, Torino, Einaudi, 2019, ISBN 978-88-06-24010-3.
- Le nuove melanconie. Destini del desiderio nel tempo ipermoderno, Milano, Raffaello Cortina, 2019, ISBN 978-88-3285-135-9.
- (ES) El secreto de Antoni Tàpies. Reflexiones sobre la poética del muro, Barcellona, NED Ediciones, 2020, ISBN 978-84-16737-81-9.
- Claudio Parmiggiani. Nel tempo della povertà, Arezzo, Magonza Editore, 2020, ISBN 978-88-31280-09-9.
- La tentazione del muro. Lezioni brevi per un lessico civile, Milano, Feltrinelli, 2020, ISBN 978-88-07-49274-7.
- Il gesto di Caino, Torino, Einaudi, 2020, ISBN 978-88-06-24530-6.
- Critica della ragione psicoanalitica. Tre saggi su Elvio Fachinelli, Milano, Ponte alle Grazie, 2020, ISBN 978-88-3331-318-4.
- Legge, soggetto ed eredità. Lezioni veronesi di psicoanalisi, Sesto San Giovanni, Milano, Mimesis, 2020, ISBN 978-88-575-6981-9.
- Convertire la pulsione? Sul processo di soggettivazione nell'esperienza dell'analisi, Trento, Paginaotto, 2020, ISBN 979-12-80071-026.
- Ritorno a Jean-Paul Sartre. Esistenza, infanzia e desiderio, Torino, Einaudi, 2021, ISBN 978-88-06-24924-3.
- Il grido di Giobbe, Torino, Einaudi, 2021, ISBN 978-88-06-24872-7.
- Esiste il rapporto sessuale? Desiderio, amore e godimento, Milano, Raffaello Cortina Editore, 2021, ISBN 978-88-3285-356-8.
- Pasolini. Il fantasma dell'origine, Milano, Feltrinelli, 2022, ISBN 978-88-07-49327-0.
- Amen, Torino, Einaudi, 2022, ISBN 978-88-06-25232-8.
- La legge della parola. Radici bibliche della psicoanalisi, Torino, Einaudi, 2022, ISBN 978-88-06-23227-6.
- La luce delle stelle morte. Saggio su lutto e nostalgia, Milano, Feltrinelli, 2022, ISBN 978-88-07-49340-9.
- Il lapsus della lettura. Leggere i libri degli altri, Roma, Castelvecchi, 2023
- Il trauma del fuoco. Vita e morte nell'opera di Claudio Parmiggiani, Marsilio, 2023
- A pugni chiusi, Feltrinelli, Milano 2023
- Jacque Lacan, Feltrinelli, Milano 2023
- L'elogio dell'inconscio. Come fare amicizia con il proprio peggio, Castelvecchi, Milano 2024 (seconda edizione)
- Il silenzio della materia. La poetica del Muro di Antoni Tàpies, Marsilio, Venezia 2024
- La legge del desiderio. Radici bibliche della psicoanalisi, Einaudi, Torino 2024
- Il vuoto e il fuoco. Per una clinica psicoanalitica delle organizzazioni, Feltrinelli, Milano 2024
- De odio, Castelvecchi, Milano, 2025, ISBN 9791256145034